# CS Universitar Știința București (handbal feminin)
Clubul Sportiv Universitar Știința București este o echipă de handbal feminin din București, România, secție a clubului cu același nume. CS Universitar Știința București este o structură sportivă cu personalitate juridică, instituție publică, fiind preluat în subordinea Universității Politehnica din București începând cu 1 octombrie 2019. Sediul clubului se află pe Splaiul Independenței, nr.290, Corp S, Sector 6 din București iar culorile oficiale ale clubului sunt negru-galben. Echipa a evoluat în Divizia A până în 2021, când a promovat în Liga Națională. La finalul sezonului 2021-2022 a Ligii Naționale, CSU Știința București s-a clasat pe locul 13 și a retrogradat în Divizia A. În 2023 la turneul final al Diviziei A Știința București s-a clasat pe locul II și astfel a promovat direct în Liga Națională. Din nou la sfârșitul sezonului 2023-2024 Știința București s-a clasat pe locul 13 și a retrogradat în Divizia A.
Începând din sezonul 2016–2017, echipa este antrenată de Sorin Bârză. CSU Știința București joacă meciurile de pe teren propriu în Sala Agronomia sau Sala Elite din București. Anterior, echipa bucureșteană a evoluat în Sala Centrului Sportiv Apollo, Sala Lucian Grigorescu, Sala Polivalentă „Rapid” și Sala Iris.

## Palmares
- Cupa Campionilor Europeni:
  -  Câștigătoare (1): 1961
  - Semifinalistă (2): 1962, 1972

- Campionatul Național (handbal în 7):
  -  Câștigătoare (3): 1960, 1965, 1971
  -  Locul 2 (7): 1962, 1968, 1969, 1970, 1972, 1975, 1977
  -  Locul 3 (4): 1961, 1964, 1967, 1973

- Campionatul Național (handbal în 11):
  -  Câștigătoare (2): 1960, 1963

## Sezoane recente
| Sezon   | Competiție națională | Loc | Cupa României | Supercupa României | Competiție europeană | Competiție europeană |
| ------- | -------------------- | --- | ------------- | ------------------ | -------------------- | -------------------- |
| 2013-14 | DA                   | 4   |               |                    |                      |                      |
| 2014-15 | DA                   | 2   |               |                    |                      |                      |
| 2015-16 | DA                   | 3   |               |                    |                      |                      |
| 2016-17 | DA                   | 5   |               |                    |                      |                      |
| 2017-18 | DA                   | 3   |               |                    |                      |                      |
| 2018-19 | DA                   | 2   |               |                    |                      |                      |
| 2019-20 | DA                   | 2 ✳ |               |                    |                      |                      |
| 2020-21 | DA                   | 2   |               |                    |                      |                      |
| 2021-22 | LN                   | 13  |               |                    |                      |                      |
| 2022-23 | DA                   | 2   |               |                    |                      |                      |
| 2023-24 | LN                   | 13  |               |                    |                      |                      |

✳ Sezonul 2019-2020 al Diviziei A s-a încheiat, din cauza pandemiei de coronaviroză cauzată de noul coronavirus 2019-nCoV (SARS-CoV-2), fără a se mai disputa ultimele etape, cu rămânerea în vigoare a clasamentului valabil la data de 11 martie 2020, când s-a desfășurat ultimul meci, aplicându-se criteriile de departajare finală, iar promovarea în Liga Națională ar fi urmat să se facă în urma disputării unui turneu final, la care participau 8 echipe cel mai bine clasate în seriile Diviziei A. După ce mai multe echipe au renunțat la participarea la turneul final de promovare, printre care și Știința București, în cursă au rămas doar patru echipe care concurau pentru patru locuri de promovare, făcând inutilă organizarea unui turneu.

## Istoric
Echipa a fost înființată în 1949 ca echipă de handbal în 11 jucătoare, iar în 1960 a câștigat campionatul național atât la handbal în 7 cât și la handbal în 11. În 1961, Știința București a câștigat prima ediție a Cupei Campionilor Europeni, iar în anul următor a ajuns din nou până în semifinale, performanță repetată și în 1972. A urmat două titluri în 1965, 1971 și multe alte clasări pe podium dar după 1977 se înregistrează un declin iar în 1979 echipa retrogradează.
Clubul a fost desființat la scurtă vreme după căderea regimului comunist și reînființat în 2010, la inițiativa unui grup de studenți, echipa de handbal debutând în Divizia A.

## Lotul de jucătoare 2024/25
Conform paginii oficiale a clubului și a presei:
| Portari - 16 Alexandra Toma - 20 Sabina Cojocaru - 81 Andreea Popescu Extreme Extreme stânga - 26 Mădălina Niculae - 33 Oana Căprar Extreme dreapta - 08 Ionela Leuștean - 22 Izabela Gînju - 23 Bianca Popescu Pivoți - 28 Anamaria Gîjulete - 99 Ioana Mișu | Centri - 07 Cornelia Podărescu - 10 Diana Petrea - 15 Ana Maria Merluță Intermediari Intermediari stânga - 11 Diana Lăscăteu - 27 Bianca Dragomir - 88 Ana Maria Petre Intermediari dreapta - 04 Maren Marki |

## Banca tehnică și conducerea administrativă
Conform paginii oficiale a clubului și a presei:
| Nume              | Ocupație           |
| ----------------- | ------------------ |
| Victor Mihăilescu | Director           |
| Paul Pleșcan      | Responsabil secție |
| Sorin Bârză       | Antrenor           |
| Paul Ghiorghiu    | Antrenor secund    |
| Dragoș Iordan     | Kinetoterapeut     |

## Marcatoare în competițiile naționale
| Sezon            | Nume | Goluri |
| ---------------- | ---- | ------ |
|                  |      |        |
| 2020-21          |      |        |
| Camelia Mălăncuș | 63   |        |

| Sezon          | Nume | Goluri |
| -------------- | ---- | ------ |
|                |      |        |
| 2021-22        |      |        |
| Jasna Boljević | 105  |        |

| Ediție            | Nume | Goluri |
| ----------------- | ---- | ------ |
|                   |      |        |
| 2018-19           |      |        |
| Maria Trufil-Ruje | 7    |        |
|                   |      |        |
| 2019-20           |      |        |
| Cosmina Cozma     | 9    |        |
| 2020-21           |      |        |
| Andreea Tetean    | 10   |        |
|                   |      |        |
| 2021-22           |      |        |
| Jasna Boljević    | 8    |        |
| Andreea Tetean    | 8    |        |
| 2022-23           |      |        |
| Adina Bizău       | 17   |        |
| 2023-24           |      |        |
| Diana Lăscăteu    | 8    |        |

## Antrenori
| Perioadă  | Antrenor principal    | Antrenor secund |
| --------- | --------------------- | --------------- |
| 2010–2013 | Lucian Ghiulai        | Claudia Iancu   |
| 2013–2016 | Nicoleta Alexandrescu |                 |
| 2016–2018 | Sorin Bârză           | Paul Pleșcan    |
| 2018–2019 | Sorin Bârză           |                 |
| 2019–     | Sorin Bârză           | Paul Ghiorghiu  |

## Jucătoare notabile
| - Irene Klimovski - Aurelia Szőke - Iosefina Ștefănescu - Elena Jianu - Simona Arghir - Doina Furcoi - Carolina Cârligeanu - Cornelia Constantinescu - Aurora Leonte - Elisabeta Ionescu | - Andreea Chiricuță - Andreea Tecar - Itana Čavlović - Jasna Boljević - Magda Cazanga - Florența Ilie - Alexandra Prodan - Gabriela Dobre - Andreea Tetean |

## Antrenori notabili
- Constantin Popescu
- Gabriel Zugrăvescu
- Elena Jianu
- Ion Bota